# Subaru 1000
La Subaru est un ancien modèle de Subaru. Ce modèle de Subaru est le premier à avoir le moteur boxer.

## Histoire
Ce modèle a été le premier modèle de Subaru avec un moteur boxer et combiné avec la traction avant. Aussi, la Subaru 1000 est la première voiture japonaise à traction avant fabriquée en grande série.

## Moteur
Le moteur de cette voiture était le moteur boxer quatre cylindres (H4) refroidi par eau de 55 ch à 6000 tr/min.